# 鲁爽
鲁爽（？—454年6月1日），小名女生，扶風郿人。南北朝時期將領，初因父祖投奔北魏而在北魏任官，后来投奔刘宋。魯爽在宋曾參與過元嘉北伐及討伐劉劭的戰事，但不久就因和劉義宣等起兵反叛而被擊敗被殺。魯爽作戰勇猛，當時人稱其為「萬人敵」。

## 生平
魯爽年輕時即有勇名，武藝精湛，擅長騎射，得魏太武帝拓跋燾賞識，常常讓他作為貼身護衛隨行左右。太平真君十年（449年），魯爽父親魯軌去世，他接任了父寧南將軍、荊州刺史的職位，襲封襄陽公，鎮長社 （今河南長葛）。太平真君十一年（450年），南朝宋發動北伐戰爭，豫州刺史、南平王劉鑠所派的宋軍兵向長社，魯爽棄戍出奔，但宋軍圍攻虎牢（今河南滎陽汜水鎮）時，魏永昌王拓跋仁領兵救援，時太武帝亦在東線率大軍南進，魯爽遂隨拓跋仁一同南攻劉鑠所守的壽陽（今安徽壽縣），更在壽陽城外數十里的尉武與拓跋仁擊殺宋將劉康祖。魯爽接著就隨拓跋仁大軍與太武帝會合，兵臨瓜步（今江蘇六合東南瓜步山）。
魯爽成長於北方，行為都深染胡俗，更常因飲酒而犯過。由於恐懼太武帝會殺他，故魯爽就在瓜步與同樣自疑的弟弟魯秀商量奔宋的事。次年，太武帝率軍北還，大軍走到湖陸時魯爽就請求讓家族的長社的墳墓遷至魏京平城，聲稱想防止宋軍進攻時會破壞墳穴。得太武帝允許後，魯爽先騙走長社約七百留守軍中的三百騎到邊界，接著盡殺餘下士兵，走奔虎牢。接著魯爽就率宗族、部曲及數千戶志願隨行的人南赴汝南，派魯秀向劉鑠請降。宋文帝知魯爽歸附後十分高興，任命了魯爽為督司州豫州之陳留東郡濟陰濮陽義陽宋安八郡諸軍事、征虜將軍、司州刺史領義陽內史，鎮守義陽。
宋元嘉二十九年（452年），宋文帝乘魏太武帝新死的機會圖謀再度北伐，並於當年四月召魯爽入朝商議，接著在五月命魯爽等人率四萬荊州兵兵向許洛。魏長社守將禿髮幡棄城逃走，魯爽遂進攻大索戍。大索戍戍主是魏豫州刺史跋僕蘭，他料定若果自己出戰定會引得魯爽輕進攻城，遂設伏想擒獲他。魯爽果然中計，不聽魯秀所勸夜攻大索，最終天亮時被魏軍騎兵圍攻，只因魯秀軍勇猛作戰才逼使魏軍退守虎牢。魯爽還想進攻，更想配合東線宋軍率水軍入黃河，斷其水道，可是因為東線軍隊無法攻下碻磝（今山東荏平）而撤走，魯爽亦都只好退兵。
元嘉三十年（453年），太子劉劭發動政變弒父登位，荊州刺史、南譙王劉義宣不久就起兵討伐，魯爽亦率軍至襄陽，與雍州刺史臧質同到江陵（今湖北荊州市），以支持義宣，義宣亦進魯爽為平北將軍，領巴陵太守、度支校尉，留其停駐江陵。劉劭被消滅後，魯爽進為使持節、督豫司雍秦并五州諸軍事、左將軍、豫州刺史，出鎮壽陽。魯爽到鎮後就奉承賓客，選任士人，積聚軍資，一副準備防禦外敵的模樣。魯爽和劉義宣及臧質相識已久，義宣亦欲借助其軍事才幹，故感情很好。孝建元年（454年）二月，臧質與劉義宣決意起兵，義宣就寫信給鲁爽約定與他秋天一同舉事、可是魯爽其時酒醉，竟立即就起兵，更自建年號建平，並製造輿服，殺懷疑不支持他的長史韋處穆、中兵參軍楊元駒及治中庾騰之。義宣等知魯爽起兵，只得狼狽跟隨，進魯爽為征北將軍，而魯爽就將造好的輿服送到江陵，征北府更版命義宣為皇帝、臧質為丞相、朱修之為車騎將軍。魯爽這些舉動更是令義宣驚駭愕然，原本送去江陵的輿服都停留在竟陵縣。
魯爽率軍直出歷陽 （今安徽和縣），與經長江東下的臧質軍相配合。宋孝武帝派左軍將軍薛安都為前鋒，鎮軍將軍沈慶之後繼。魯爽知沈慶之親來，又自知糧食不足，決定連營稍退，並親自率軍斷後，兩軍終在小峴（今安徽含山縣小峴山）交戰，魯爽親上前線指揮，但因為魯爽酒醉，未開始交戰就被薛安都擊倒墮馬，被斬首送至建康。接著魯爽拫據地壽陽亦被攻下，魯爽在當地的宗族子弟都被誅殺。

## 延伸阅读
[在维基数据编辑]
 《宋書/卷74》，出自沈约《宋书》
 《南史/卷40》，出自李延壽《南史》